# Finlands medeltida församlingar
Finlands medeltida församlingar bildade en stor del av Sverige. I slutet av medeltiden fanns det ungefär hundra församlingar i landet varav 26 låg i Egentliga Finland, 15 i Satakunda, 14 i Nyland, 14 i Tavastland, 12 i Österbotten, 8 i Karelen och 4 i Savolax.
I början av 1300-talet fanns det cirka 30 församlingar i Finland. En del av dessa församlingar var kapellförsamlingar med en egen kyrka och begravningsplats men ingen egen präst.

## Lista över Finlands medeltida församlingar
Församlingar grundade före år 1550 enligt historiska landskap:

### Egentliga Finland
- Bjärnå
- Halikko
- Hietamäki
- Iniö
- Kaland
- Kimito
- Kiikala
- Kisko
- Korpo
- Letala
- Lemo
- Lundo
- Lokalax
- Masko
- Nagu
- Nousis
- Nådendal
- Pargas
- Pemar
- Pikis
- Pöytis
- Reso
- Rimito
- Rusko
- Sagu
- S:t Bertils
- S:t Karins
- S:t Marie
- S:t Mårtens
- Tövsala
- Uskela
- Vemo
- Virmo
- Yläne
- Åbo

### Karelen
- Jäskis
- Kivinebb
- Lappvesi
- Mola
- Nykyrka
- Säkkijärvi
- Veckelax
- Vederlax
- Viborg

### Nyland
- Borgå
- Ekenäs
- Esbo
- Helsinge
- Ingå
- Karis
- Karislojo
- Kyrkslätt
- Kymmene, kapellförsamling
- Lappträsk
- Lojo
- Pernå
- Pojo
- Pyttis
- Sibbo
- Sjundeå
- Tenala
- Vichtis

### Satakunta
- Birkala
- Eura
- Euraåminne
- Harjavalta
- Ikalis
- Kangasala
- Karkku
- Kumo
- Lappi
- Lembois
- Loimijoki
- Orivesi
- Pungalaitio
- Raumo
- Säkylä
- Tavastkyro
- Tyrvis
- Ulvsby
- Vesilax
- Vittis

### Savolax
- Jockas
- Kuopio (Tavinsalmi)
- S:t Michel (Savolax)
- Rautalampi
- Säminge

### Tavastland
- Ackas
- Asikkala
- Gustav Adolfs
- Hattula
- Hauho
- Hollola
- Itis
- Janakkala
- Jämsä
- Kalvola
- Koski (Hämeenkoski)
- Kuhmois
- Lampis
- Lehijärvi
- Loppis
- Padasjoki
- Pälkäne
- Rengo
- Somero
- Sysmä
- Sääksmäki
- Tammela
- Tavastehus
- Tulois
- Tyrvändö
- Urdiala
- Vånå

### Åland
- Eckerö
- Finström
- Föglö
- Geta
- Hammarland
- Jomala
- Kumlinge
- Kökar
- Lemland
- Saltvik
- Sottunga
- Sund

### Österbotten
- Ijo
- Ilmola
- Storkyro
- Kalajoki
- Karleby
- Kemi
- Korsnäs
- Limingo
- Lochteå
- Korsholm
- Nivala
- Närpes
- Pedersöre
- Salois
- Torneå
- Vörå
- Övertorneå